# Heike Makatsch
Heike Makatsch, född 12 augusti 1971 i Düsseldorf, är en tysk skådespelerska.
Från 1994 till 2001 var hon tillsammans med Daniel Craig.

## Filmografi (i urval)
- 1995 – Männerpension
- 1999 – Aimée & Jaguar
- 2002 – Resident Evil
- 2003 – Das Wunder von Lengede
- 2003 – Love Actually
- 2004 – Huset vid Tara Road
- 2005 – A Sound of Thunder
- 2009 – Hilde
- 2013 – Boktjuven